# Mentophilus hollandiae
Mentophilus hollandiae är en skalbaggsart som beskrevs av Jean Baptiste Boisduval 1835. Mentophilus hollandiae ingår i släktet Mentophilus och familjen bladhorningar. Inga underarter finns listade i Catalogue of Life.